# Cremnosterna laterialba
Cremnosterna laterialba là một loài bọ cánh cứng trong họ Cerambycidae.